# Bobrov (Vorónezh)
Bobrov (ruso: Бобро́в) es una ciudad rusa, capital del raión homónimo en la óblast de Vorónezh.
En 2021, el territorio de la ciudad tenía una población de 21 692 habitantes, de los cuales 20 871 vivían en la propia ciudad y el resto en dos pedanías: los posiolki de Lúshnikovka y Duguinka. El territorio incluye un tercer posiólok actualmente despoblado, llamado Zelioni Lug.
Se ubica unos 80 km al sureste de Vorónezh, unos 5 km al este de la carretera M4 que lleva a Rostov del Don y Krasnodar. Al este del casco urbano fluye el río Bitiug.

## Historia
El área donde se ubica la ciudad era un paraje natural en torno al río Bitiug, conocido por la caza del castor (en ruso бобр bobr, de donde deriva el topónimo). Fue fundada en 1698 como slobodá, habitada en sus primeros años por militares (sluzhílyye liudi) y más tarde por campesinos procedentes de tierras de realengo de las gobernaciones de Yaroslavl y Kostromá. El asentamiento original fue destruido en 1708 en la rebelión de Bulavin, pero se recuperó rápidamente a partir de 1711, cuando se construyó en sus afueras otra slobodá llamada "Azovka", poblada por refugiados de Azov que huían de la dominación otomana establecida en el tratado del Prut. Como consecuencia de ello, a lo largo del siglo Bobrov se desarrolló como ciudad, capital de su propio uyezd en la gobernación de Vorónezh. Su desarrollo industrial tuvo lugar a partir de 1895, cuando se abrió aquí una estación de ferrocarril en la línea de Liski a Povórino.